# (35078) 1990 QB7
(35078) 1990 QB7 es un asteroide perteneciente al cinturón de asteroides descubierto el 20 de agosto de 1990 por Eric Walter Elst desde el Observatorio de La Silla, Chile.

## Designación y nombre
Designado provisionalmente como 1990 QB7.

## Características orbitales
1990 QB7 está situado a una distancia media del Sol de 2,222 ua, pudiendo alejarse hasta 2,726 ua y acercarse hasta 1,719 ua. Su excentricidad es 0,226 y la inclinación orbital 3,319 grados. Emplea 1210,54 días en completar una órbita alrededor del Sol.

## Características físicas
La magnitud absoluta de 1990 QB7 es 15,9. Tiene 3,68 km de diámetro y su albedo se estima en 0,068. 